# Cardurnock
Cardurnock – wieś w Anglii, w Kumbrii. Leży 23 km na zachód od miasta Carlisle i 433 km na północny zachód od Londynu.